# Bengt Beckman (fysiker)
Bengt Alexander Beckman, född 24 maj 1881 i Norrköpings Sankt Olai församling, död 9 oktober 1934 i Uppsala domkyrkoförsamling, var en svensk fysiker.
Beckman blev filosofie doktor i Uppsala 1911, docent samma år, och laborator i experimentell fysik vid Uppsala universitet 1916. Beckmans vetenskapliga arbeten omfattade huvudsakligen undersökningar av det elektriska ledningsmotståndet hos metaller och metallegeringar vid låga temperaturer samt över Halleffekten.
Han var från 1912 till sin död gift med Anna Beckman, född Nilsson. Deras son var professor Olof Beckman. Makarna Beckman är begravda på Matteus kyrkogård i Norrköping.